# Какулия, Роман
Роман Какулия (груз. რომან კაკულია, род. 19 мая 1961, Тбилиси, Грузинская ССР) — грузинский инженер, государственный и политический деятель. Депутат парламента Грузии VI созыва (2016—2020). 

## Биография
Родился в городе Тбилиси Грузинская ССР. 
Образование высшее. В 1984 году завершил обучение в Грузинском политехническом институте на факультете технологий машиностроения. В 1991 году окончил обучение в Тбилисском государственном университете имени Иванэ Джавахишвили по специальности "Планирование и организация внешнеэкономических связей". 
С 1984 по 1991 годы работал на Руставском металлургическом заводе.
С 1991 по 1993 годы трудился в должности главного специалиста Департамента международных экономических отношений Министерства сельского хозяйства и продовольствия Грузии. С 1993 по 1995 годы работал начальником отдела координации проектов и маркетинга Департамента международных экономических отношений Министерства сельского хозяйства и продовольствия. С 1995 по 1997 годы - заместитель начальника департамента международных экономических отношений Министерства сельского хозяйства и продовольствия. С 1997 по 2005 годы работал начальником Департамента международных отношений Министерства сельского хозяйства. 
С 2006 по 2015 годы работал начальником отдела координации программ ЕС в Канцелярии государственного министра Грузии по вопросам европейской и евроатлантической интеграции. 
С 2016 по 2020 годы был депутатом парламента Грузии 6-го созыва от избирательного блока "Грузинская мечта - Демократическая Грузия". Председатель комитета по отраслевой экономике и экономической политике парламента Грузии. 